# Joe Johnson (basketspelare)
Joe Marcus Johnson, född 29 juni 1981 i Little Rock i Arkansas, är en amerikansk basketspelare som spelade senast för Houston Rockets i NBA.
Joe Johnson vann för USA brons i VM 2006 i Japan.